# Pan de agua
El pan de agua es un tipo de pan de diferentes lugares de América Latina, y en cada uno es una receta ligeramente diferente.

## Por país
- En Cuba, es un pan alargado que también se conoce como «pan de flauta», elaborado con harina de trigo, agua, sal, levadura y manteca.[1]
- En México, es un pan cuya masa está hecha principalmente con agua.[2] También se conoce como «pan español».[3]
- En Perú, el pan de agua tiene harina, agua, azúcar, sal, levadura y aceite o manteca.
- En Puerto Rico, aceite vegetal, harina de trigo, sal, azúcar, agua y levadura.El lado exterior del pan está cubierto con harina de maíz y huevo batido. Es pan criollo como el pan sobao.
- En República Dominicana, es uno de los panes más populares y se usa para hacer sándwiches.[4]
- En Venezuela, es un pan salado, duro y de larga conservación, similar a las galletas marineras.[5]